# アフリカヒナフクロウ
アフリカヒナフクロウ(African wood owlまたはWoodford's owl)は、サブサハラアフリカに広く分布するフクロウ属のフクロウである。

## 外見
アフリカヒナフクロウは、旧北区のモリフクロウや全北区のカラフトフクロウに似ており、中型で大きく、暗い色の眼が白色の眉毛で縁取られた丸い頭を持ち、白色の腹には茶色の横縞がある。全体的に、茶色の豊富な羽毛を持ち、下半身は色が薄いが、生息域によりかなり変わる。体長は30.5-35 cmで、体重は240-250 gである。 

### 鳴き声
モリフクロウと同様に、雄と雌がデュエットで鳴く。雄は速くて明瞭な声でにホーと鳴き、雌はより高い音でゆっくりとホーと鳴く。

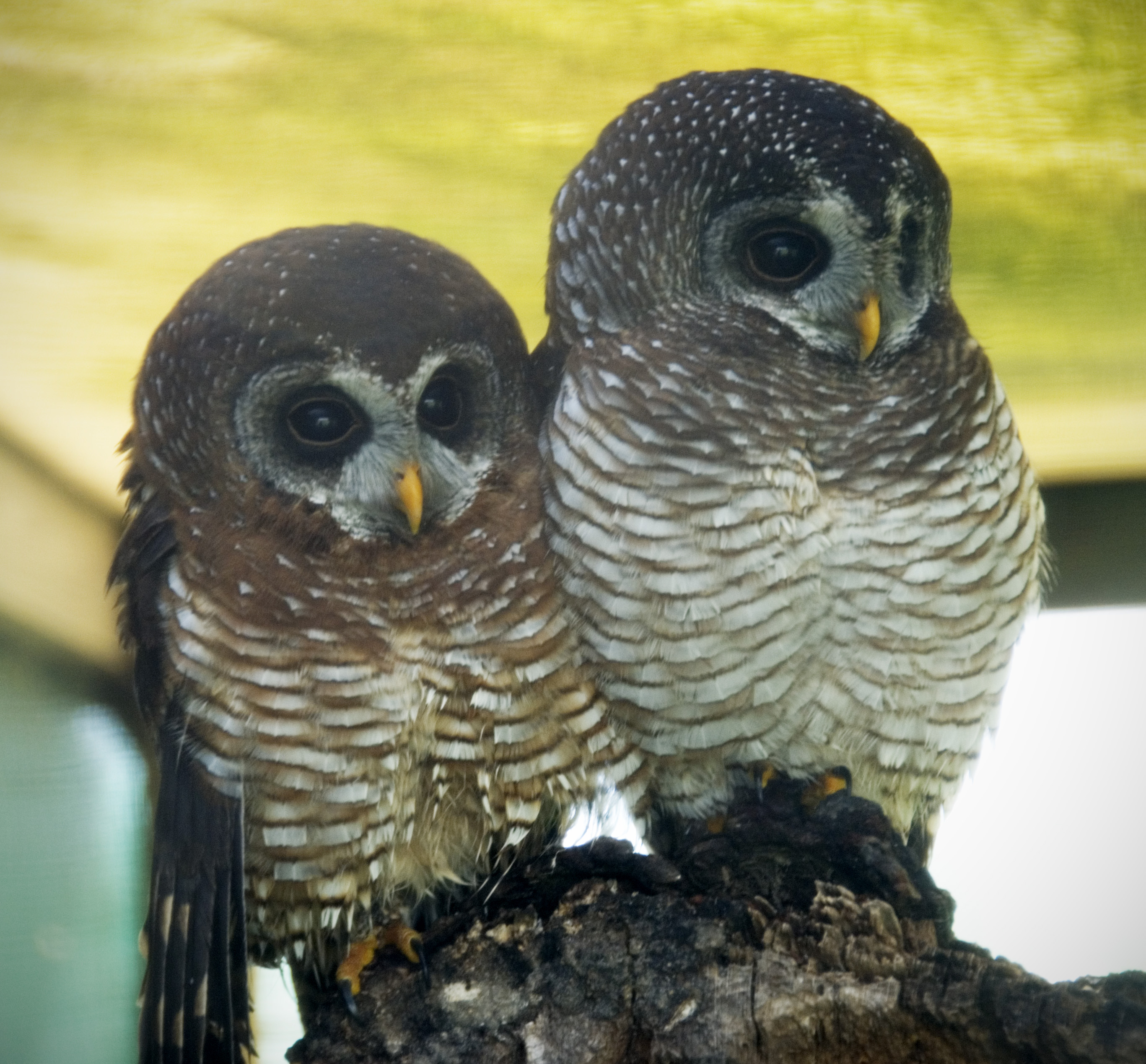
つがい

## 分布と亜種
現在、4つの亜種が知られており、各々の分布域は、以下のとおりである。
- Strix woodfordii woodfordii: アンゴラ南部、コンゴ民主共和国南部、タンザニア北部から南西部、ボツワナ西部、南アフリカ共和国
- Strix woodfordii nuchalis: セネガル、ガンビア東部から南スーダン、ウガンダ、コンゴ民主共和国西部、アンゴラ北部、ビオコ島
- Strix woodfordii umbrina: エチオピア、南スーダン東部
- Strix woodfordii nigricantior: [[ソマリア]南部、ザンビアを含むケニア南部からタンザニア、コンゴ民主共和国東部

## 生息地と生態
主に森林に生息するが、プランテーションに生息することもある。夜行性で、おもに昆虫を食べるが、止まり木から急降下し、爬虫類や小型の哺乳類、他の鳥類等を捕まえて食べることもある。繁殖期は7月から10月で、樹洞に1－3個の卵を産む。雛が同時に孵化すると、食糧不足の場合、兄弟殺しが発生するため、卵は1つずつ温める。抱卵期間は約31日であり、孵化の5週間後には若鳥は巣を出て、さらに2週間後には飛べるようになる。若鳥は約4か月間は両親の元に留まり、時には次の繁殖期まで留まることもある。鳴き声は、「ホー」という音を大きく速く繰り返す。日中は、高所の樹冠に単独またはつがいで留まり、夕方頃から鳴き始める。

## 分類と名前
本種や新熱帯区の多くの種は、ヒナフクロウ属（Ciccaba）に分類されていたが、フクロウ属と非常に禁煙であることは疑いなかったため、現在はそのように扱われている。英名は、ナポレオン戦争のイギリス人兵士で博物学者のE・J・A・ウッドフォード大佐の名前に因んで命名された。